# Tomasz Jędrusik
Tomasz Jędrusik (ur. 3 lutego 1969 w Szczecinku) – polski lekkoatleta, sprinter.
Absolwent Zespołu Szkół Łączności w Warszawie.
Zawodnik klubów: Maraton Świnoujście, AZS-AWF Warszawa, Zawisza Bydgoszcz. Olimpijczyk z Seulu (1988) i Atlanty (1996) – (6. miejsce w sztafecie 4 × 400 m z czasem 3:00,96 s).

## Pozostałe ważniejsze osiągnięcia
- Mistrzostwa świata juniorów 1986: brązowy medal – sztafeta 4 x 100 m (39,98)
- Mistrzostwa Europy juniorów 1987: srebrne medale – bieg na 400 m (46,31) i 4 × 400 m (3:08,72)
- Mistrzostwa świata juniorów 1988: złoty medal – 400 m (46,19)
- PE B 1989: 1. miejsca – 400 m (46,48) i 4 × 400 m (3:05,47)
- PE I: 1. miejsce 1994 – 4 × 400 m (3:06,52)
- Mistrzostwa świata 1995 – 5. miejsce w sztafecie 4 × 400 m (3:03,84)
- Światowe Wojskowe Igrzyska Sportowe 1995 srebrny medal – 4 × 400 m (3:04,58)
- Igrzyska Bałtyckie 1997: 1. miejsce – 4 × 400 m (3:17,44)

Sześciokrotny mistrz Polski, rekordzista Polski na 400 m (45,27 w 1988 – aktualny rekord Polski juniorów).

## Rekordy życiowe

### na stadionie
- Bieg na 100 metrów – 10,64 s (19 czerwca 1988, Warszawa)
- Bieg na 200 metrów – 20,84 s (22 sierpnia 1987, Hawana - Kuba)
- Bieg na 400 metrów – 45,27 s (25 września 1988, Seul - Korea Pd.) - 7. wynik w historii polskiej lekkoatletyki[2]

### w hali
- Bieg na 60 m - 6,90 s (1988)
- Bieg na 200 m - 21,19 s (18 lutego 1989, Haga - Holandia)
- Bieg na 300 m - 33,42 (1989) 3. wynik w historii polskiej lekkoatletyki[3]
- Bieg na 400 m - 47,27 s (1989)